# Национални врт
Национални врт представља карактеристично историјско место у центру Атине између четврти Колонаки и Панграти.

## Локација
Површине 15,6 хектара у центру Атине, уз Зепион са површином од 13 хектара, овај врт има укупну површину 28,5 хектара (285 ари). Његов први назив до 1927. године био је „Краљевски врт”. Парк се налази поред Хеленског парламента и простире се ка југу, где се налази Зепион, прекопута Стадиона Панатинаико, где су одржане Прве модерне олимпијске игре 1896. године. У врту се налазе и античке рушевине, стубови, мозаици итд. На југоисточном крају налазе се бисте Јоаниса Каподистријаса, великог филхелена Евнардоса, док се на југу налази биста националног песника Дионисиоса Соломоса и Аристотела Валаоритиса.

## Историја врта
У античко доба део имања био је приватна башта филозофа и ботаничара Теофраста, једног од Аристотелових следбеника. Врт је представљао поклон Деметрија Фалеронског свом учитељу. Такође, постојали су и један храм и библиотека.
Границе краљевског врта одредио је 1836. Фридрих Вилхелм фон Гертнер, архитекта палате, на површину од отприлике 500 ари. С обзиром на то да је ова површина искључивала пут Атина-Амарусија-Кифисја, нацрт је 1839. ревидирао Хох, главни грађевински инжењер палате.
По наредби краљице, врт од 155 ари организован је као научни и ботанички врт, који је уз то био и приватан. Године 1839. посађено је 15 000 украсних биљака које су донете из Ђенове, као и аутохтоне врсте донете са Суниона и Евије. Интересовање краљице Амалије од Олденбурга за врт било је такво да је проводила најмање три сата дневно посвећујући пажњу одржавању врта. У породици краљице Амалије прављење и одржавање паркова  и вртова представљало је традицију. Стога, не изненађује чињеница да је и сама Амалија желела да украси Атину великим вртом. Године 1842. лично је посадила саднице вашингтоније које и данас стоје на улазу у врт са Булевара краљице Амалије.
Радове на садњи организовали су и надгледали француски баштован Франсоа Луј Баро који је преузео вођење вртом од 1845. до 1854. године, и Фридрих Шмит. Врт је проширио немачки ботаничар Карл Николаус Фрас. Током трајања радова, откривени су археолошки налази, укључујући римски мозаик и антички аквадукт, који је коришћен за врт. Управник врта би је Теодор фон Хелд, а његов наследник Спиридон Миљаракис.

## Врт данас
Врт је у периоду републике 1927. преименован у Национални врт. Отворен је за јавност од изласка до заласка сунца. Главни улаз у парк је из Булевара, који је назван по краљици Амалији, јер је управо она замислила стварање врта. Постоји шест других улаза у врт: један из Булевара краљице Софије, три са Улице Херода Атичког и два са подручја парка Зепион. У Врту постоје језера са паткама, мали зоолошки врт, кафић, дечја библиотека као и игралиште.
Хенри Милер је 1939. забележио о Нацоналном врту следеће: „Врт остаје у мом сећању као ниједан други који сам посетио у свом животу. Суштина врта је као када неко гледа слику или сања да се налази на једном месту на које никада не може отићи”.

## Историјски врт
Од 2011. године објавом у Службеном гласнику (ΦΕΚ) под бројем 49/ΑΑΠ/23-3-2011 историјски Национални врт налази се под посебном правном заштитом.
„Означавамо као историјско место у складу са одредбама члана 2, став 4 и 16 Закона 3028/2002, Нацоонални врт, Општина Атина, Периферија Атика, као што је наведено у приложеном топографском дијаграму, као карактеристично и хомогено подручје, које обухвата значајне грађевине, конструкције и промене након 1830. године, јер представља јединствен у нашој земљи и посебно вредан пример пејзажне архитектуре засноване на европским принципима дизајна 19. века од посебног ботаничког интереса. То је место где су забележене узастопне развојне фазе новије историје Атине и нераскидиво је везано у колективном сећању становника града са важним прекретницама у историји грчке државе, као и са њиховим свакодневним животом. Заштиту Националног врта треба вршити у циљу очувања духа и значајних интервенција у прве три фазе његове изградње.”

## Галерија
- Језера у врту
- Поглед на унутрашњост
- Старине
- Жена и дете посматрају сунчани сат у Националном врту